# Bergli
Bergli är en bergstopp i Schweiz. Den ligger i distriktet Werdenberg och kantonen Sankt Gallen, i den östra delen av landet, 150 km öster om huvudstaden Bern. Toppen på Bergli är 2 122 meter över havet.